# Grillo
Eduardo Reis (Iporã do Oeste, 17 de novembro de 1986), mais conhecido como Grillo, é um jogador de futsal brasileiro. Atualmente, joga pelo Dois Vizinhos Futsal e pela Seleção Brasileira de Futsal na posição de fixo.